# Beeson Carroll
Beeson Carroll (* 21. September 1934 in New York City, New York; † 15. März 2018) war ein US-amerikanischer Schauspieler. Er verkörperte häufig Rollen von Polizisten, Sheriffs oder hochrangigen Militärs.

## Leben
Carroll begann Mitte der 1960er Jahre durch Besetzungen in Episodenrollen verschiedener Fernsehserien wie Liebe, Lüge, Leidenschaft und einer Nebenrolle in dem Spielfilm Gesicht ohne Namen mit dem Schauspielern. 1971 folgten Nebenrollen in Bananas und Mortadella; 1973 übernahm er Besetzungen in Der Spürhund und Der Werwolf von Washington. 1976 war er in insgesamt 25 Episoden der Fernsehserie Mary Hartman, Mary Hartman in der Rolle des Howard McCullough zu sehen. Von 1980 bis 1981 übernahm er in 17 Episoden der Fernsehserie Palmerstown, U.S.A. die Rolle des W. D. Hall. In den 1980er Jahren übernahm er außerdem noch größere Rollen in den Filmen Spacehunter – Jäger im All und Dirty Tiger sowie der Mini-Serie Der Fall Mary Phagan. Ab den 1990er Jahren gingen seine Projekte merklich zurück; 2006 war er letztmals in einer Rolle im Spielfilm Diggers zu sehen.
Carroll verstarb im Alter von 83 Jahren.

## Filmografie
- 1964: The Reporter (Fernsehserie, Episode 1x07)
- 1966: Gesicht ohne Namen (Mister Buddwing)
- 1966: Hawk (Fernsehserie, Episode 1x10)
- 1968: Liebe, Lüge, Leidenschaft (One Life to Live) (Fernsehserie)
- 1971: Bananas
- 1971: Mortadella (La mortadella)
- 1973: Der Spürhund (Shamus)
- 1973: Der Werwolf von Washington (The Werewolf of Washington)
- 1975: Die Waltons (The Waltons) (Fernsehserie, Episode 3x17)
- 1975: The Secret Night Caller (Fernsehfilm)
- 1975: The Family Nobody Wanted (Fernsehfilm)
- 1975: Caribe (Fernsehserie, Episode 1x09)
- 1975: The UFO Incident (Fernsehfilm)
- 1975: Matt Helm – Im Dschungel der Großstadt (Matt Helm) (Fernsehserie, Episode 1x05)
- 1975: Good Times (Fernsehserie, Episode 3x14)
- 1976: Maude (Fernsehserie, Episode 4x16)
- 1976: Schlacht um Midway (Midway)
- 1976: Mary Hartman, Mary Hartman (Fernsehserie, 25 Episoden)
- 1976: The Bureau (Fernsehfilm)
- 1976: Dieses Land ist mein Land (Bound for Glory)
- 1976: Barnaby Jones (Fernsehserie, Episode 4x24)
- 1976: One Day at a Time (Fernsehserie, Episode 2x10)
- 1977: M*A*S*H (Fernsehserie, Episode 5x24)
- 1978: Coming Home – Sie kehren heim (Coming Home)
- 1978: Der Fluch des Hauses Dain (The Dain Curse) (Mini-Serie, 2 Episoden)
- 1978: Rendezvous mit Leiche (Somebody Killed Her Husband)
- 1978: Barnaby Jones (Fernsehserie, Episode 7x18)
- 1979: One Day at a Time (Fernsehserie, Episode 4x24)
- 1979: Starstruck (Fernsehfilm)
- 1980–1981: Palmerstown, U.S.A. (Fernsehserie, 17 Episoden)
- 1983: Spacehunter – Jäger im All (Spacehunter: Adventures in the Forbidden Zone)
- 1984: Polizeirevier Hill Street (Hill Street Blues) (Fernsehserie, Episode 4x19)
- 1984: P.O.P. (Fernsehfilm)
- 1984: Der nackte Wahnsinn (Too Scared to Scream)
- 1985: Another World (Fernsehserie, 2 Episoden)
- 1986: Verbrecherische Herzen (Crimes of the Heart)
- 1987: Miami Vice (Fernsehserie, Episode 3x14)
- 1988: Der Fall Mary Phagan (The Murder of Mary Phagan) (Mini-Serie, 2 Episoden)
- 1988: Dirty Tiger (Tiger Warsaw)
- 1989: Monsters (Fernsehserie, Episode 2x02)
- 1990: Common Ground (Mini-Serie)
- 1991: Gleichheit kennt keine Farbe (Separate But Equal) (Mini-Serie)
- 1998: Rounders
- 2006: Diggers